# I-Stop怠速熄火系統

i-Stop怠速熄火系統（日语：i-Stopアイドリングストップシステム）乃是由日本馬自達汽車公司研發、於2010年推出的引擎怠速熄火技術。

## 概要
這項技術原名為「smart idle stop system」，簡稱SISS。其作動之先決條件有：
- 環境：
  - 車外溫度介於攝氏-10°C至50°C之間。
  - 斜度不超過8度的坡道或平地（由車輛自動感測）。
- 車輛：
  - 引擎與變速箱均達到工作溫度時。
  - 電瓶蓄電量充足。
- 駕駛者：
  - 檔位已經排到D/M檔（自排）或N檔（手排）。
  - 已經踩下煞車致使車輛停止。
  - 轉向在前進的狀態。
  - 前擋玻璃除霧線在關閉的狀態。

待i-Stop系統運作時，車上的電裝設備依然能繼續使用，譬如收聽CD音響、自點菸器連接電源以使用導航裝置等。除非電瓶電量過少，才會重新啟動引擎。當駕駛者轉動方向盤、或鬆開煞車踏板、或從N檔排入D檔時，系統會重新啟動引擎。為了讓重啟引擎順暢，系統在引擎休止時會決定首先作動的汽缸，讓活塞停在適當位置並完成掃氣行程。重啟時讓燃油噴射入汽缸內點火燃燒，並驅動啟動馬達，使整個重啟過程平順無震動。

## 關鍵技術

### 活塞停在適當位置
能將活塞停在適當的位置，便能盡快重啟引擎。當引擎汽缸在靜止狀態下，缸內為大氣壓力，而未停止前燃燒的空氣量決定了活塞停止的位置。馬自達研發人員深入研究後發現，重啟時最先燃燒進入爆發行程之汽缸，其活塞在怠速熄火狀態的停止位置若是壓縮上死點後40度至100度之間，則重啟所需時間比較短且穩定，故i-Stop技術會控制活塞介於這個範圍間的位置。

### 控制缸內掃氣
為了迅速重啟引擎，必須獲得充足的燃燒壓力，故必須注入更多空氣到壓縮行程時停止的汽缸內。i-Stop系統會在停止供油後，打開節氣閥讓空氣進入缸內「掃氣」。但一直開著節氣閥會產生回壓，造成轉速不穩、引擎震動，因此掃氣時若轉速下降則i-Stop系統會關閉節氣閥。
對於位處上坡的自排車而言，引擎休止至重啟的期間，其抓地扭力不足。所以i-Stop系統搭載了自動煞車起步輔助裝置，保持煞車系統在這段時間內的液壓充足，以避免起步時車輛向後滑動，這也是怠速熄火系統在安全上必須注意到的問題。

### 控制自排油壓
引擎休止時，讓自排變速箱作動的油壓幫浦亦跟著停止，並解除與起步用離合器的連結，使得引擎重啟後車輛無法迅速起步。馬自達在i-Stop系統裡增加電動油壓幫浦，以解決前述兩個問題。引擎重啟後，電動幫浦會跟機械幫浦同時運作，直到後者油壓恢復正常才會停止。

### 管理電力系統
為了讓車內空調或音響在引擎休止時持續運作，勢必會增加電瓶的負擔，所以除了主電瓶外，i-Stop系統另設置專供啟動引擎的副電瓶。有一具電流與溫度感應器專門監控電瓶的充、放電，若出現異常則限制怠速熄火的運作，避免過度放電及電瓶提早劣化。為確保每次能正常重啟引擎，副電瓶經常保持電量飽足。倘若副電瓶發生狀況，繼電器會與主電瓶並聯以確保供電。

## 得獎紀錄
- 2010年：第19屆RJC年度風雲車最佳技術獎。
- 2011年：第8屆機械振興協會會長獎[3]、日本燃燒學會技術獎。

## 內部連結
- 怠速熄火系統
- 節約能源

## 外部連結
- （日語）i-Stop日文官方網站（页面存档备份，存于）
- （英文）i-Stop英文官方網站（页面存档备份，存于）
- 汽車線上：從MAZDA Axela i-Stop談怠速熄火系統（页面存档备份，存于）